# Ácido 5-hidroxinaftaleno-1-sulfônico
Ácido 5-hidroxinaftaleno-1-sulfônico ou ácido 1-naftol-5-sulfônico é o composto químico orgânico de fórmula C10H8O4S, massa molecular 224,233093. Apresenta ponto de fusão de 110~112℃. É um dos ácidos de letras, sendo chamado de "ácido L". É classificado com o número CAS 117-59-9, CBNumber CB9378966 e MOL File 117-59-9.mol.